# Helogale hirtula
Helogale hirtula är en däggdjursart som beskrevs av Thomas 1904. Helogale hirtula ingår i släktet Helogale och familjen manguster. IUCN kategoriserar arten globalt som livskraftig.
Denna mangust förekommer vid Afrikas horn från centrala Kenya över sydöstra Etiopien till Somalia. Arten vistas i låglandet eller i låga bergstrakter upp till 600 meter över havet. Habitatet utgörs av torra områden med taggiga buskar. Boet anläggs i håligheter under stenar eller i termitstackar.
Kroppslängden (huvud och bål) är 20 till 27 cm och svansen är 15 till 18 cm lång. Vikten ligger mellan 220 och 350 g. Den rufsiga pälsen har främst en grå färg med några mörkare eller ljusare hår inblandat. I ansiktet och på undersidan är pälsen mera enfärgade och ofta röd- eller gulaktig. Helogale hirtula har robustare kindtänder än dvärgmangusten.
Arten har troligen samma föda som dvärgmangusten, alltså skalbaggar, termiter samt andra insekter och deras larver. Hittills blev inga individer av arten iakttagna som kämpade skicklig mot ormar men det är inte utesluten att de kan göra det. Individerna lever i flockar och inom flocken etableras en hierarki. Vanligen finns bara en dominant hona i flocken som föder ungarna.

## Underarter
Arten delas in i följande underarter:
- H. h. hirtula
- H. h. ahlselli
- H. h. annulata
- H. h. lutescens
- H. h. powelli